# Saint-Quentin-lès-Beaurepaire
Saint-Quentin-lès-Beaurepaire és un municipi francès del departament de Maine i Loira, a la regió del País del Loira.

## Història
Hi ha testimonis de la parròquia des del segle xi. La vila és mencionada per primera vegada sota el nom llatí de Sanctus uintinus el 1153. Al seu territori es fundà un priorat.
Al segle xv, fou annexionada a Echemiré.

## Demografia
1962 - 168 h / 1975 - 165 h / 1990 - 208 h / 1999 - 211 h.

## Patrimoni i turisme
- Església de Sant Quintí. Segles XI-XII.
- Mansió típica del segle xix
- Fàbrica de gres i fusta del segle xix
- Casa de les bugaderes. segle xix